# Стрільба з лука на літніх Олімпійських іграх 2020 — командна першість (жінки)
Змагання зі стрільби з лука в командній першості серед жінок - одна з 5 дисциплін зі стрільби з лука на літніх Олімпійських іграх 2020. Місце проведення - парк Юменосіма. Посівний раунд відбувся 23 липня, а плей-оф - 25-го.

## Передісторія
Це буде 9-та поспіль поява цієї дисципліни на Олімпійських іграх. Її проводили щоразу починаючи з 1988 року.

## Кваліфікація
У командній першості серед жінок візьмуть участь 36 лучників (12 команд по три). На змагання кваліфікувались Національні олімпійські комітети (НОК), що посіли перші 8 місць на Чемпіонаті світу зі стрільби з лука 2019. Одне місце було зарезервоване країні-господарці, Японії. На фінальному олімпійському кваліфікаційному турнірі зі стрільби з лука 2021 розігрувалось ще три чи чотири квоти залежно від того, чи кваліфікувалась Японія через чемпіонат світу. Оскільки Японії це не вдалося, то на фінальному ОКТ розігрувалось три квоти.
Команди, що кваліфікувались у командну першість, також автоматично одержали по 3 квоти в індивідуальну першість.

## Формат змагань
Як і в інших чотирьох дисциплінах, командну першість серед жінок проводять у класичному різновиді лука, за правилами Світової федерації стрільби з лука, з відстані 70 метрів від мішені. Змагання розпочинаються з посівного раунду, у якому кожна учасниця вистрілює 72 стріли (це той самий раунд, що й в індивідуальній першості). На основі сумарних результатів цього раунду команди розміщуються в сітці турніру на вибування. Із них чотири перші команди потрапляють одразу до другого раунду (чвертьфіналу). Кожен матч плей-оф складається з чотирьох сетів, у яких команди вистрілюють по 6 стріл (по дві на лучницю). Команда з кращим результатом у кожному сеті одержує по два очки. Якщо очок у сеті порівну, то кожна команда отримує по одному очку. Перша команда, що здобуває 5 очок, — виграє матч. Якщо рахунок рівний 4-4 після 4 сетів, то відбувається тай-брейк, у якому кожна учасниця команди вистрілює по одній стрілі. Якщо рахунок і на тай-брейку рівний, то перемагає та команда, одна зі стріл якої ближче до центру.

## Рекорди
Перед цими змаганнями чинні світовий і олімпійський рекорди були такими:
- Посівний раунд із 216 стріл

| Світовий рекорд     | Південна Корея Чхве Мі Сун, Кі Бо Бе, Чан Хьо Джін       | 2015 | Анталія, Туреччина                  | 14 червня 2015 |
| Олімпійський рекорд | Південна Корея (KOR) Пак Сон Хьон, Юн Ок Хі, Чу Хьон Чон | 2008 | Пекін, Китайська Народна Республіка | 9 серпня 2008  |

## Розклад
Вказано японський стандартний час (UTC+9)
Розклад змагань в командній першості серед жінок охоплює два окремі дні.
| Дата                          | Час        | Раунд                                                                           |
| ----------------------------- | ---------- | ------------------------------------------------------------------------------- |
| П’ятниця, 23 липня 2021 року  | 13:00      | Посівний раунд                                                                  |
| Понеділок, 25 липня 2021 року | 9:30 13:45 | 1/8 фіналу Чвертьфінали Півфінали Матч за бронзову медаль Матч за золоту медаль |

## Результати

### Посівний раунд
| Місце | Країна                           | Лучниці                                                                     | Результат | 10s | Xs |
| ----- | -------------------------------- | --------------------------------------------------------------------------- | --------- | --- | -- |
| 1     | Південна Корея (KOR)             | Ан Сан Чан Мінхі Кан Чже Йон                                                | 2032 (OR) | 104 | 39 |
| 2     | Мексика (MEX)                    | Алехандра Валенсія Аїда Роман Ана Васкес                                    | 1976      | 81  | 29 |
| 3     | США (USA)                        | Дженніфер Мусіно-Фернандес Кейсі Кауфголд Маккензі Бравн                    | 1970      | 73  | 24 |
| 4     | Японія (JPN)                     | Мікі Накамура Адзуса Ямаґуті Хаякава Рен                                    | 1957      | 74  | 25 |
| 5     | Китай (CHN)                      | Ян Сяолей У Цзясінь Лун Сяоцін                                              | 1952      | 67  | 16 |
| 6     | Олімпійський комітет Росії (ROC) | Світлана Гомбоєва Олена Осипова Перова Ксенія Віталіївна                    | 1945      | 70  | 23 |
| 7     | Китайський Тайбей (TPE)          | Тань Ятін Ле Цзяньїн Lin Chia-en                                            | 1937      | 71  | 23 |
| 8     | Італія (ITA)                     | Лучілла Боарі К'яра Ребальяті Татьяна Андреолі                              | 1936      | 60  | 16 |
| 9     | Велика Британія (GBR)            | Брайоні Пітман Сара Беттлз Наомі Фолкард                                    | 1916      | 65  | 22 |
| 10    | Німеччина (GER)                  | Міхелле Кроппен Харліне Шварц Ліза Унрух                                    | 1909      | 65  | 19 |
| 11    | Україна (UKR)                    | Січеннікова Лідія Юріївна Вероніка Марченко Павлова Анастасія Владиславівна | 1889      | 60  | 14 |
| 12    | Білорусь (BLR)                   | Каріна Козловська Ганна Марусова Каріна Демінська                           | 1882      | 42  | 5  |

### Турнірна сітка
|  | 1/8 elimination | 1/8 elimination                  | 1/8 elimination | 1/8 elimination | 1/8 elimination | 1/8 elimination | 1/8 elimination | 1/8 elimination |  |  | Чвертьфінали | Чвертьфінали                     | Чвертьфінали | Чвертьфінали    | Чвертьфінали | Чвертьфінали | Чвертьфінали | Чвертьфінали |  |  | Semi-finals | Semi-finals                      | Semi-finals | Semi-finals                      | Semi-finals | Semi-finals | Semi-finals | Semi-finals |  |  | Gold medal match        | Gold medal match        | Gold medal match        | Gold medal match        | Gold medal match        | Gold medal match        | Gold medal match        | Gold medal match        |  |
|  |                 |                                  |                 |                 |                 |                 |                 |                 |  |  |              |                                  |              |                 |              |              |              |              |  |  |             |                                  |             |                                  |             |             |             |             |  |  |                         |                         |                         |                         |                         |                         |                         |                         |  |
|  |                 |                                  |                 |                 |                 |                 |                 |                 |  |  | 1            | Південна Корея (KOR)             | 6            | 58              | 56           | 56           |              |              |  |  |             |                                  |             |                                  |             |             |             |             |  |  |                         |                         |                         |                         |                         |                         |                         |                         |  |
|  | 9               | Велика Британія (GBR)            | 3               | 52              | 52              | 45              | 53              |                 |  |  | 8            | Італія (ITA)                     | 0            | 54              | 52           | 49           |              |              |  |  |             |                                  |             |                                  |             |             |             |             |  |  |                         |                         |                         |                         |                         |                         |                         |                         |  |
|  | 8               | Італія (ITA)                     | 5               | 51              | 53              | 46              | 53              |                 |  |  |              |                                  |              |                 |              |              |              |              |  |  | 1           | Південна Корея (KOR)             | 5           | 54                               | 57          | 53          |             |             |  |  |                         |                         |                         |                         |                         |                         |                         |                         |  |
|  | 5               | Китай (CHN)                      | 3               | 50              | 54              | 53              | 52              |                 |  |  |              |                                  | 12           | Білорусь (BLR)  | 1            | 52           | 51           | 53           |  |  |             |                                  |             |                                  |             |             |             |             |  |  |                         |                         |                         |                         |                         |                         |                         |                         |  |
|  | 12              | Білорусь (BLR)                   | 5               | 55              | 50              | 53              | 53              |                 |  |  | 12           | Білорусь (BLR)                   | 5            | 48              | 52           | 55           | 54           |              |  |  |             |                                  |             |                                  |             |             |             |             |  |  |                         |                         |                         |                         |                         |                         |                         |                         |  |
|  |                 |                                  |                 |                 |                 |                 |                 |                 |  |  | 4            | Японія (JPN)                     | 3            | 52              | 51           | 55           | 48           |              |  |  |             |                                  |             |                                  |             |             |             |             |  |  |                         |                         |                         |                         |                         |                         |                         |                         |  |
|  |                 |                                  |                 |                 |                 |                 |                 |                 |  |  |              |                                  |              |                 |              |              |              |              |  |  | 1           | Південна Корея (KOR)             | 6           | 55                               | 56          | 54          |             |             |  |  |                         |                         |                         |                         |                         |                         |                         |                         |  |
|  |                 |                                  |                 |                 |                 |                 |                 |                 |  |  |              |                                  |              |                 |              |              |              |              |  |  |             |                                  | 6           | Олімпійський комітет Росії (ROC) | 0           | 54          | 53          | 51          |  |  |                         |                         |                         |                         |                         |                         |                         |                         |  |
|  |                 |                                  |                 |                 |                 |                 |                 |                 |  |  | 3            | США (USA)                        | 0            | 49              | 49           | 53           |              |              |  |  |             |                                  |             |                                  |             |             |             |             |  |  |                         |                         |                         |                         |                         |                         |                         |                         |  |
|  | 11              | Україна (UKR)                    | 2               | 50              | 51              | 52              | 52              |                 |  |  | 6            | Олімпійський комітет Росії (ROC) | 6            | 53              | 52           | 57           |              |              |  |  |             |                                  |             |                                  |             |             |             |             |  |  |                         |                         |                         |                         |                         |                         |                         |                         |  |
|  | 6               | Олімпійський комітет Росії (ROC) | 6               | 52              | 52              | 51              | 54              |                 |  |  |              |                                  |              |                 |              |              |              |              |  |  | 6           | Олімпійський комітет Росії (ROC) | 5           | 54                               | 51          | 57          |             |             |  |  | Матч за бронзову медаль | Матч за бронзову медаль | Матч за бронзову медаль | Матч за бронзову медаль | Матч за бронзову медаль | Матч за бронзову медаль | Матч за бронзову медаль | Матч за бронзову медаль |  |
|  | 7               | Китайський Тайбей (TPE)          | 2               | 54              | 54              | 49              | 50              |                 |  |  |              |                                  | 10           | Німеччина (GER) | 1            | 54           | 48           | 52           |  |  |             |                                  |             |                                  |             |             |             |             |  |  |                         |                         |                         |                         |                         |                         |                         |                         |  |
|  | 10              | Німеччина (GER)                  | 6               | 55              | 47              | 52              | 55              |                 |  |  | 10           | Німеччина (GER)                  | 6            | 53              | 51           | 49           | 55           |              |  |  |             |                                  |             |                                  |             |             |             |             |  |  | 12                      | Білорусь (BLR)          | 1                       | 48                      | 51                      | 55                      |                         |                         |  |
|  |                 |                                  |                 |                 |                 |                 |                 |                 |  |  | 2            | Мексика (MEX)                    | 2            | 48              | 48           | 54           | 49           |              |  |  | 10          | Німеччина (GER)                  | 5           | 55                               | 53          | 55          |             |             |  |  |                         |                         |                         |                         |                         |                         |                         |                         |  |